# Lusruimte
In de topologie, een deelgebied van de wiskunde, is de lusruimte of (vrije) lusruimte van een topologische ruimte X de ruimte van lussen van de eenheidscirkel S1 naar X, samen met de compact-open topologie. 
{\displaystyle \Omega X={\mathcal {C}}(S^{1},X).}
Dat wil zeggen een bijzondere soort functieruimte. 
In de homotopietheorie verwijst lusruimte gewoonlijk naar dezelfde constructie die wordt toegepast op gepunte ruimten, dat wil zeggen continue afbeeldingen met inachtneming van basispunten. 
In deze context bestaat er een natuurlijke "concatenatie operatie", waarbij twee elementen van de lusruimte kunnen worden gecombineerd. Met deze operatie kan de lusruimte worden beschouwd als een magma, of zelfs als een A∞-ruimte. Concatenatie van lussen is strikt genomen niet associatief, maar is wel associatief "up to" hogere homotopieën. 
Als we het quotiënt van de basislusruimte ΩX met betrekking tot de equivalentierelatie van gepunte homotopie in beschouwing nemen, dan verkrijgen we een groep, de bekende fundamentaalgroep π1(X). 
De geïtereerde lusruimten van X worden gevormd door Ω een aantal keer toe te passen 
De vrije lusruimte constructie is rechts adjunct naar het cartesisch product met de cirkel, en de versie voor gepunte ruimten naar de verlaagde ophanging. Dit verklaart voor een groot deel het belang van lusruimten in de stabiele homotopietheorie.